# Paul Mauser
Peter-Paul Mauser (27. června 1838 Oberndorf am Neckar – 29. května 1914 tamtéž) byl německý konstruktér zbraní a průmyslník. Tvůrce válcového odsuvného závěru, který se používá v konstrukci opakovacích pušek, kulovnic a malorážek dodnes.
Během svého zaměstnání ve zbrojovce v Oberndorfu navrhl některé úpravy pušky Dreyse M1841, např. konverzi na náboj s kovovou nábojnicí nebo úpravu závěru, kdy se bicí mechanizmus napínal během pohybu závěru, což se později stalo základem pro konstrukci jeho vlastního závěru (Mauser System 98).
Společně s bratrem Wilhelmem (1834 - 1882) vyvinul pušku Mauser Model 1871 ráže 11,15mm, první z řady jejich úspěšných konstrukcí. Puška byla do výzbroje pruské armády přijata pod označením Gewehr 71 (Infanterie-Gewehr 71), jako vůbec první zbraň v Německém císařství, konstruovaná pro použití náboje s kovovou nábojnicí.
Roku 1884 zavedlo pruské Německo do výzbroje modernizovanou verzi 1871/84, což už byla opakovací puška na osm nábojů, kterou Mauser vyvíjel již od roku 1880.
12. prosince 1888 byla pak do výzbroje zavedena puška Gewehr 88 ráže 8mm, konstrukce Puškové zkušební komise (Gewehr-Prüfungskommision) ve Spandau. Tyto zbraně však kvalit Mauserových opakovaček nedosahovaly a zaostávaly za jeho konstrukcemi, které měly značný zahraniční úspěch a ve velkých sériích se vyvážely např. do Belgie (vzor 1889), Turecka (vzor 1890), Argentiny či Španělska (vzor 1891).
Spolu s puškou Gewehr 88 byl zaveden náboj „Patrone 88“, v té době revoluční bezokrajový náboj plněný bezdýmým prachem (tehdy úplnou novinkou). Náboj Patrone 88 sehrál v další historii pušek Mauser významnou úlohu. Jeho modernizovaný nástupce (7.92×57mm Mauser) byl (a stále je) jedním z nejrozšířenějších nábojů, pro který byly a jsou pušky konstrukcí Mauser vyráběny.

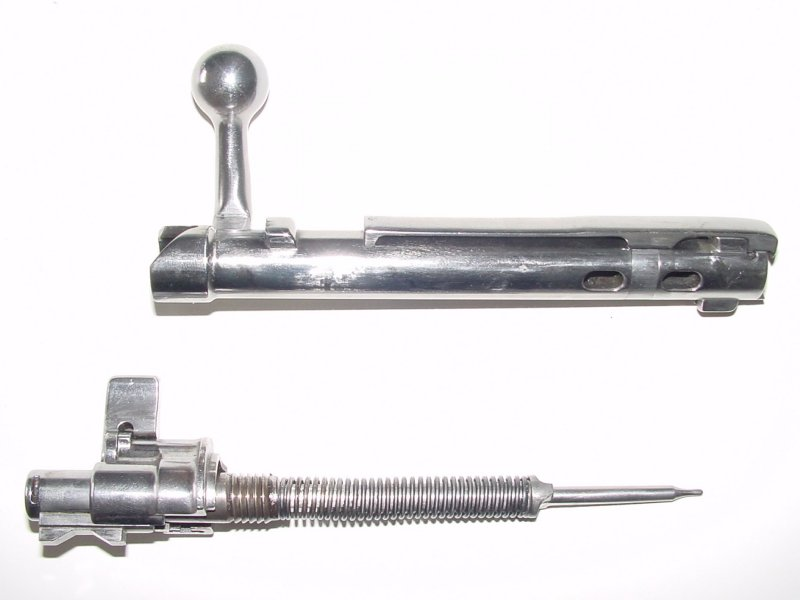
Závěr Mauser System 98

Teprve exportní úspěch pušek vzor 1893, které zavedly do výzbroje Španělsko a Turecko, však podnítil zájem o tyto zbraně také u německé zkušební komise, která v roce 1895 objednala u Mausera větší počet jeho pušek v ráži 7,9mm ke zkouškám. 5. dubna 1898 pak byla do výzbroje zavedena zbraň Gewehr 98 , zřejmě nejslavnější konstrukce Paula Mausera – prošla boji první i druhé světové války, ve výzbroji německé armády (98k) se udržela až do roku 1945 a je v různých lokálních konfliktech používána prakticky dodnes.
Paul Mauser později konstruoval samonabíjecí pistole, např. Mauser C96 či samonabíjecí pušky (při nehodě s jednou z nich roku 1901 oslepl na jedno oko).
Náboje 7,65 × 53, 7 × 57 a 8 × 57 IRS, které vyvinul, jsou dodnes používané pro lovecké účely.
Mauserovy zbraně používalo velké množství států, např. Peru, Brazílie, Argentina, Belgie, Chile, Kostarika, Dominikánská republika, Salvador, Guatemala, Honduras, Nicaragua, Venezuela, Mexiko, Turecko, Španělsko, Švédsko a mnohé další (po roce 1945 i Československo, které nějaký čas i pokračovalo ve výrobě karabiny 98k jako pušky vz. 98N, původně vyráběné pro Wehrmacht v českých zbrojovkách, a používalo ji jak ve vlastní armádě, tak i pro export).
Roku 1912 byl pak Paul Mauser povýšen do šlechtického stavu (Peter Paul von Mauser).